# Konklave 1829

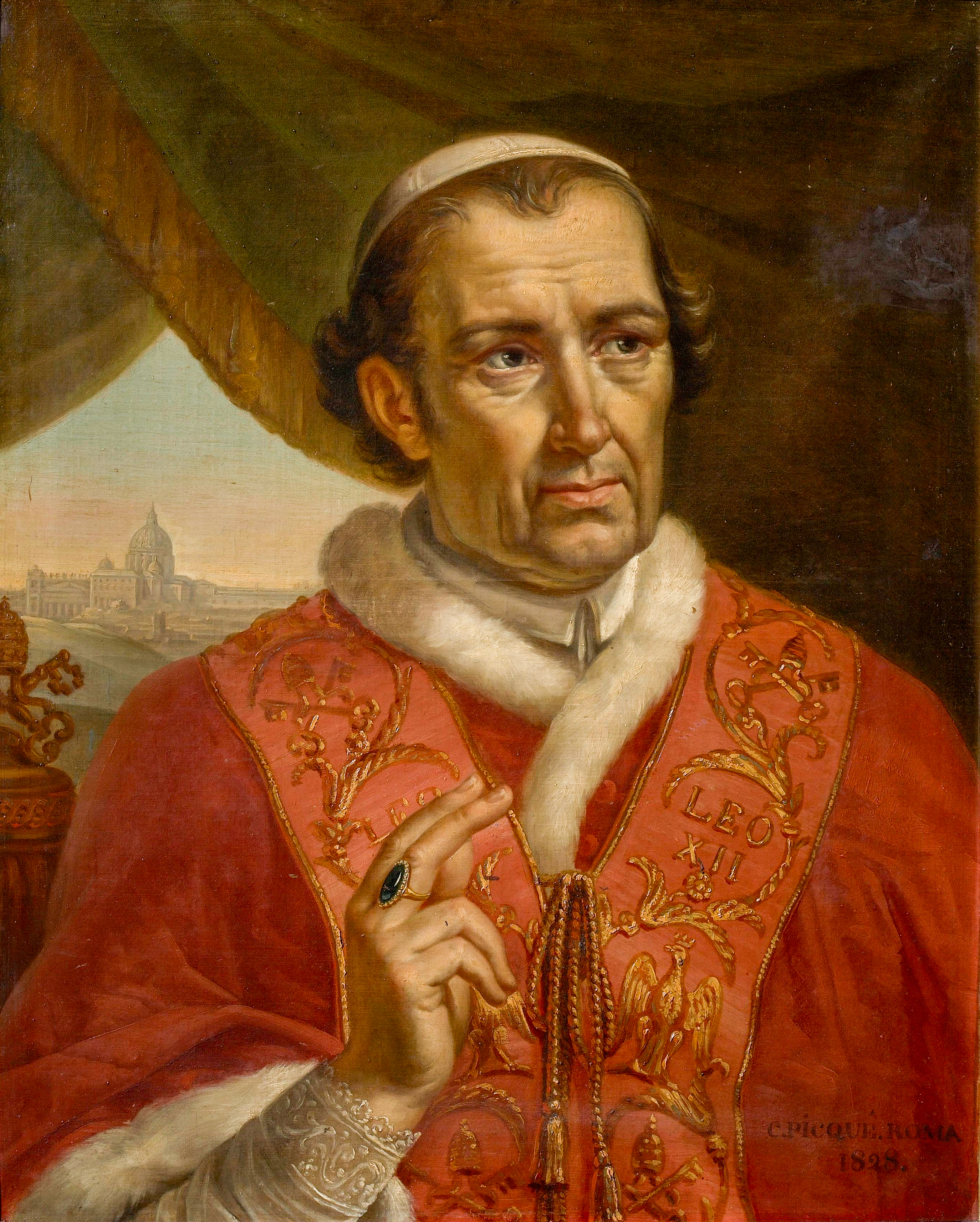
Leo XII. †

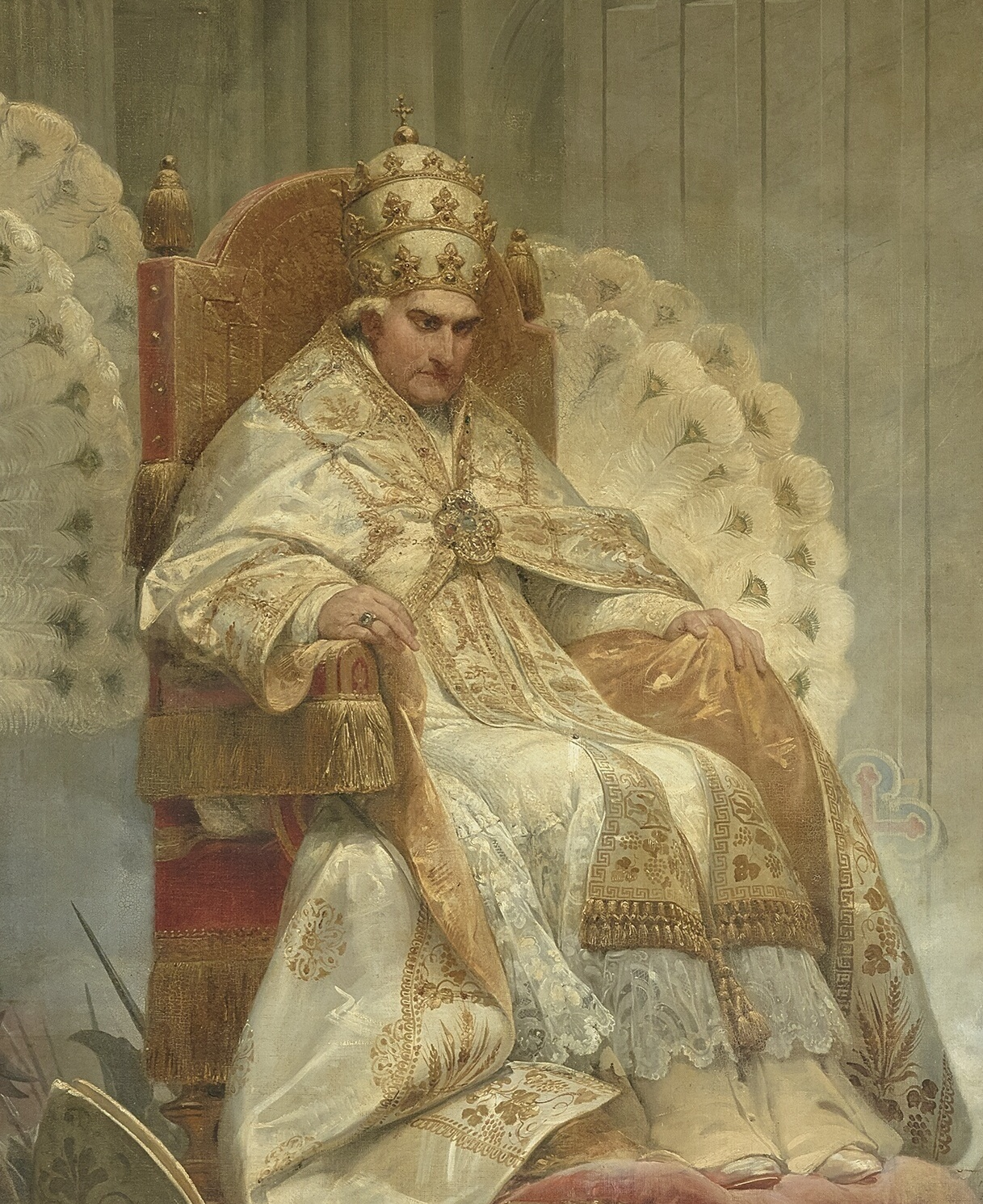
Pius VIII.

Im  Konklave von 1829 wurde nach dem Tod von Papst Leo XII. Kardinal Francesco Saverio Castiglioni gewählt. Er nahm den Papstnamen Pius VIII. an.

## Verlauf
Papst Leo XII. starb nach sechsjährigem Pontifikat am 10. Februar 1829. Während der Sedisvakanz führte Kardinal Pietro Francesco Galleffi als Camerlengo die Amtsgeschäfte. Zwei Wochen nach dem Tod des Papstes rief Kardinaldekan Giulio Maria della Somaglia die Kardinäle zum Konklave zusammen. Noch nach Beginn des Konklaves trafen einige Kardinäle in Rom ein. Am 31. März, mehr als einen Monat später, erreichte schließlich Francesco Saverio Castiglioni die nötige Zweidrittelmehrheit und konnte als Pius VIII. sein neues Amt antreten.

## Kardinäle
Nach dem Tod Leos XII. gab es 59 Kardinäle. Ein Kardinal, Giovanni Francesco Marazzani Visconti, starb am 18. Februar 1829. Von den 58 Kardinälen nahmen schließlich 50 am Konklave teil. Als papabile galten Giuseppe Albani, Emmanuele De Gregorio, Francesco Saverio Castiglioni, Carlo Odescalchi, Bartolomeo Pacca und Giacomo Giustiniani.

### Teilnehmende Kardinäle
Folgende Kardinäle nahmen am Konklave teil:
- Giulio Maria della Somaglia, Kardinaldekan
- Bartolomeo Pacca
- Pietro Francesco Galleffi
- Tommaso Arezzo
- Francesco Saverio Castiglioni (zu Papst Pius VIII. gewählt)
- Francesco Bertazzoli
- Giuseppe Firrao, Kardinalprotopriester
- Luigi Ruffo Scilla
- Joseph Fesch
- Carlo Oppizzoni
- Pietro Gravina
- Giuseppe Morozzo Della Rocca
- Benedetto Naro
- Emmanuele De Gregorio
- Giorgio Doria Pamfilj Landi
- Fabrizio Sceberras Testaferrata
- Anne-Antoine-Jules de Clermont-Tonnerre
- Giovanni Francesco Falzacappa
- Antonio Pallotta
- Carlo Maria Pedicini
- Ercole Dandini
- Carlo Odescalchi
- Giacinto Placido Zurla
- Anne-Louis-Henri de La Fare
- Giovanni Battista Bussi
- Bonaventura Gazzola
- Karl Kajetan von Gaisruck
- Ludovico Micara
- Gustav Maximilian von Croÿ
- Bartolomeo Alberto Cappellari, Präfekt der Kongregation De Propaganda Fide
- Jean-Baptist-Marie-Anne-Antoine de Latil
- Pietro Caprano
- Giacomo Giustiniani
- Vincenzo Macchi
- Giacomo Filippo Fransoni
- Benedetto Colonna Barberini di Sciarra
- Giovanni Antonio Benvenuti
- Ignazio Nasalli-Ratti
- Joachim-Jean-Xavier d’Isoard
- Antonio Domenico Gamberini
- Giuseppe Albani, Kardinalprotodiakon
- Giovanni Caccia-Piatti
- Pietro Vidoni
- Agostino Rivarola
- Cesare Guerrieri Gonzaga
- Antonio Frosini
- Tommaso Riario Sforza
- Tommaso Bernetti
- Belisario Cristaldi
- Juan Francisco Marco y Catalán

### Nicht teilnehmende Kardinäle
Folgende Kardinäle nahmen nicht am Konklave teil:
- Cesare Brancadoro, Erzbischof von Fermo
- Francesco Cesarei Leoni
- Rudolph Johannes Joseph Rainer von Österreich
- Patrício da Silva, Patriarch von Lissabon
- Teresio Maria Carlo Vittorio Ferrero della Marmora
- Pedro Inguanzo y Rivero
- Francisco Javier de Cienfuegos y Jovellanos
- Alexander Rudnay